# Toolbox Murders
Cet article concerne le film de 2004. Pour le film original, voir La Foreuse sanglante.
Pour plus de détails, voir Fiche technique et Distribution.
Toolbox Murders est un film américain réalisé par Tobe Hooper et sorti en 2004. Il s'agit d'un remake de La Foreuse sanglante (The Toolbox Murders, 1978) de Dennis Donnelly.

## Synopsis
À Los Angeles, le Lusman Arms, ancien hôtel de luxe transformé en appartements, est en rénovation. Plusieurs locataires disparaissent, assassinés par un tueur employant divers outils. De nouveaux locataires, Nell et Steven Barrows, viennent d’emménager. Alors que son compagnon travaille, la jeune femme va enquêter sur les disparitions et découvir le passé occulte du bâtiment.

## Fiche technique
Sauf indication contraire, les informations mentionnées dans cette section peuvent être confirmées par la base de données cinématographiques IMDb,  présente dans la section « Liens externes ».
- Titre original : Toolbox Murders
- Réalisation : Tobe Hooper
- Scénario : Jace Anderson et Adam Gierasch, d'après le scénario original du film La Foreuse sanglante (The Toolbox Murders)
- Musique : Joseph Conlan
- Photographie : Steve Yedlin
- Montage : Andrew Cohen
- Production : 	Tony DiDio, Gary LaPoten, Terence S. Potter et Jacqueline Quella
- Sociétés de production : Alpine Pictures, Scary Movies LLC et Toolbox Murders Inc.
- Distribution : Lionsgate Films (États-Unis)
- Pays de production :  États-Unis
- Langue originale : anglais
- Format : couleur - 1.85 : 1 - Dolby Digital
- Genre : horreur
- Durée : 95 minutes
- Dates de sortie[1] : 
  - Allemagne : 19 mars 2004 (festival Nacht der 1000 Schreie de Hambourg)
  - États-Unis : 8 octobre 2004 (sortie limitée en salles)
  - États-Unis : 15 mars 2005 (direct-to-video)
  - France : 15 janvier 2008 (direct-to-video)
- Classification[2] :
  - États-Unis : R

## Distribution
- Angela Bettis : Nell Barrows
- Brent Roam (VF : Serge Faliu) : Steven Barrows
- Greg Travis (VF : Bernard Métraux) : Byron McLieb
- Marco Rodriguez (VF : Constantin Pappas) : Luis Saucedo
- Rance Howard (VF : Jean-François Laley) : Charles Rooker
- Juliet Landau (VF : Dorothée Jemma) : Julia Cunningham
- Adam Gierasch : Ned Lundy
- Adam Weisman : Austin Sterling
- Sara Downing : Saffron Kirby
- Sheri Moon (VF : Dominique Westberg) : Daisy Rain

## Production
Christian Bale a avoué qu'il voulait absolument le rôle de Steven Barrows et qu'il a enregistré lui-même un bout d'essai filmé envoyé à Tobe Hooper. Ce dernier n'a pas répondu. Lucky McKee devait initialement incarner le rôle du tueur mais il a préféré faire son propre film d'horreur, The Woods (2006).
Le tournage a lieu à Los Angeles, notamment à l'Ambassador Hotel.

## Sortie et accueil
Le film n'a connu qu'une sortie limitée au cinéma dans quelques pays et a été distribué directement sur le marché vidéo aux États-Unis.
Il a reçu un accueil critique mitigé, recueillant 53 % de critiques favorables, avec une note moyenne de 6/10 et sur la base de 15 critiques collectées, sur le site Rotten Tomatoes.

## Suite
La production d'une suite du film début en 2011. Cependant, le projet est stoppé lorsqu'il est découvert que l'un des producteurs, Tony DiDio, ne possède pas réellement les droits pour utiliser le titre Toolbox Murders. Le film sera finalement tourné et remanié. Il sort sous le titre  Coffin Baby (en) en 2013. Le film sera ensuite rebaptisé Toolbox Murders 2 en 2015. Malgré des problèmes de droits, les producteurs tentent de développer un Toolbox Murders 3 via le financement participatif en 2015, sans succès.